# Keraterm
Keraterm is de naam van een vroegere fabriek in een buitenwijk van Prijedor in Bosnië en Herzegovina waar van mei 1992 tot augustus 1992 honderden burgers werden vastgehouden en vermoord.
Keraterm was, naast Omarska en Trnopolje, een van de drie detentiekampen waar de Bosnische Serviërs duizenden burgers vasthielden en martelden. Keraterm is meest berucht geworden door de 'nacht van Bartholomeus' in juli 1992 waarin ruim 180 mensen uit 'trojka' (kamer nummer 3) zijn doodgeschoten.
Een van de gevangenen, bekende Bosnische dichter Muhidin Saric, heeft zijn ervaringen uit Keraterm beschreven in het gelijknamige boek, thans enkel nog te verkrijgen in het Bosnisch.